# Poços de Caldas
Pour les articles homonymes, voir Poço.
 (septembre 2024).
Si vous disposez d'ouvrages ou d'articles de référence ou si vous connaissez des sites web de qualité traitant du thème abordé ici, merci de compléter l'article en donnant les références utiles à sa vérifiabilité et en les liant à la section « Notes et références ».
Poços de Caldas est une ville brésilienne de l'État du Minas Gerais. Sa population était estimée à 161 025 habitants en 2013. La municipalité s'étend sur 544 km2.
Située à 1 200 m d'altitude, dans le cratère d'un ancien volcan, la ville fut longtemps une station pour les malades des poumons, spécialement les tuberculeux, et de la peau. Pour leur faciliter l'accès, la Companhia Mogiana de Estadas de Ferro (CM) construisit rapidement un chemin de fer à voie métrique entre Poços de Caldas et Aguaí par Águas da Prata, une ville très touristique à cette époque. Avec l'arrivée de la CM, à côté du traitement des maladies, la ville devint aussi une station balnéaire pour le tourisme de luxe de l'époque. Ce tourisme de luxe attira des immigrants italiens originaires de Murano, souffleurs de verre, qui ont fait de leur art une tradition de la ville.
La CM n'existe plus, les voies ont été retirées et la gare de Poços est devenue un centre culturel. Mais on voit encore la splendeur des vieux hôtels, bains et hôpitaux, toujours en activité. Aujourd'hui, le tourisme repose principalement sur les sports extrêmes, les balades dans la nature, et la formidable gastronomie qui y survit. Un projet d'Aérotrain serait à l'étude.

## Maires
| Période | Période | Identité                                 | Étiquette | Qualité |
| ------- | ------- | ---------------------------------------- | --------- | ------- |
| 2009    | 2012    | Paulo César Silva (Paulinho Couro Minas) | PPS       |         |